# Neuwerk (isola)

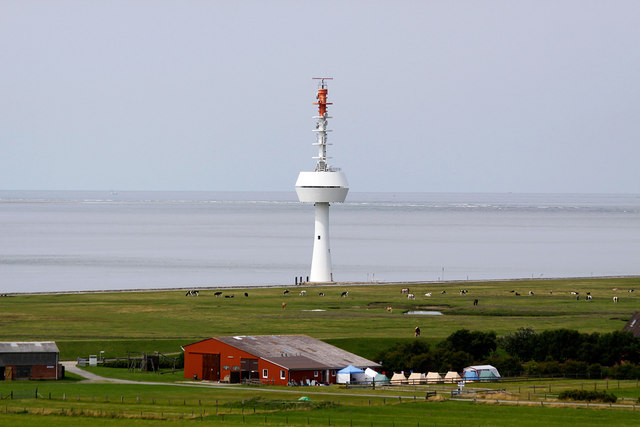
Panorama dell'isola di Neuwerk

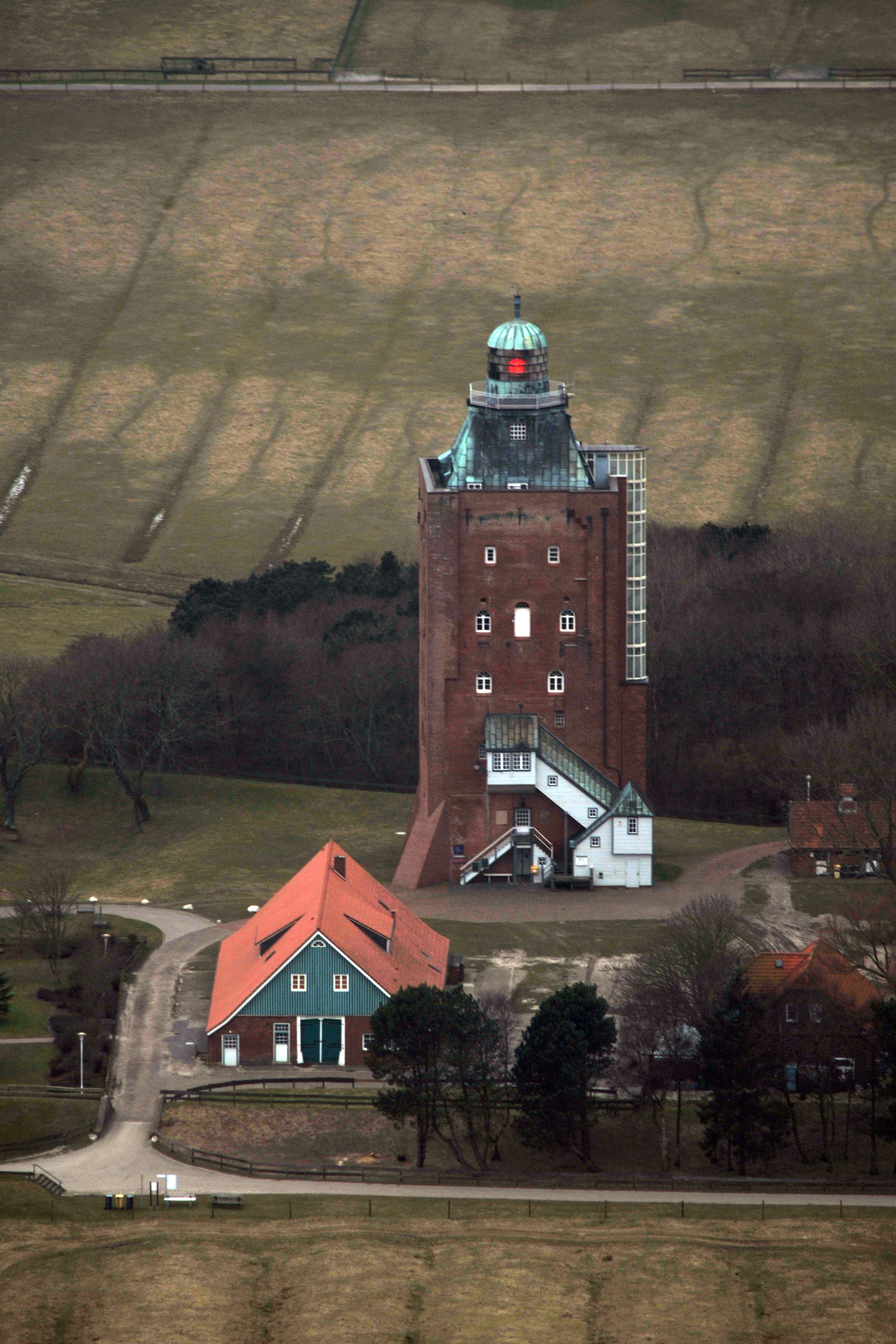
Il faro di Neuwerk

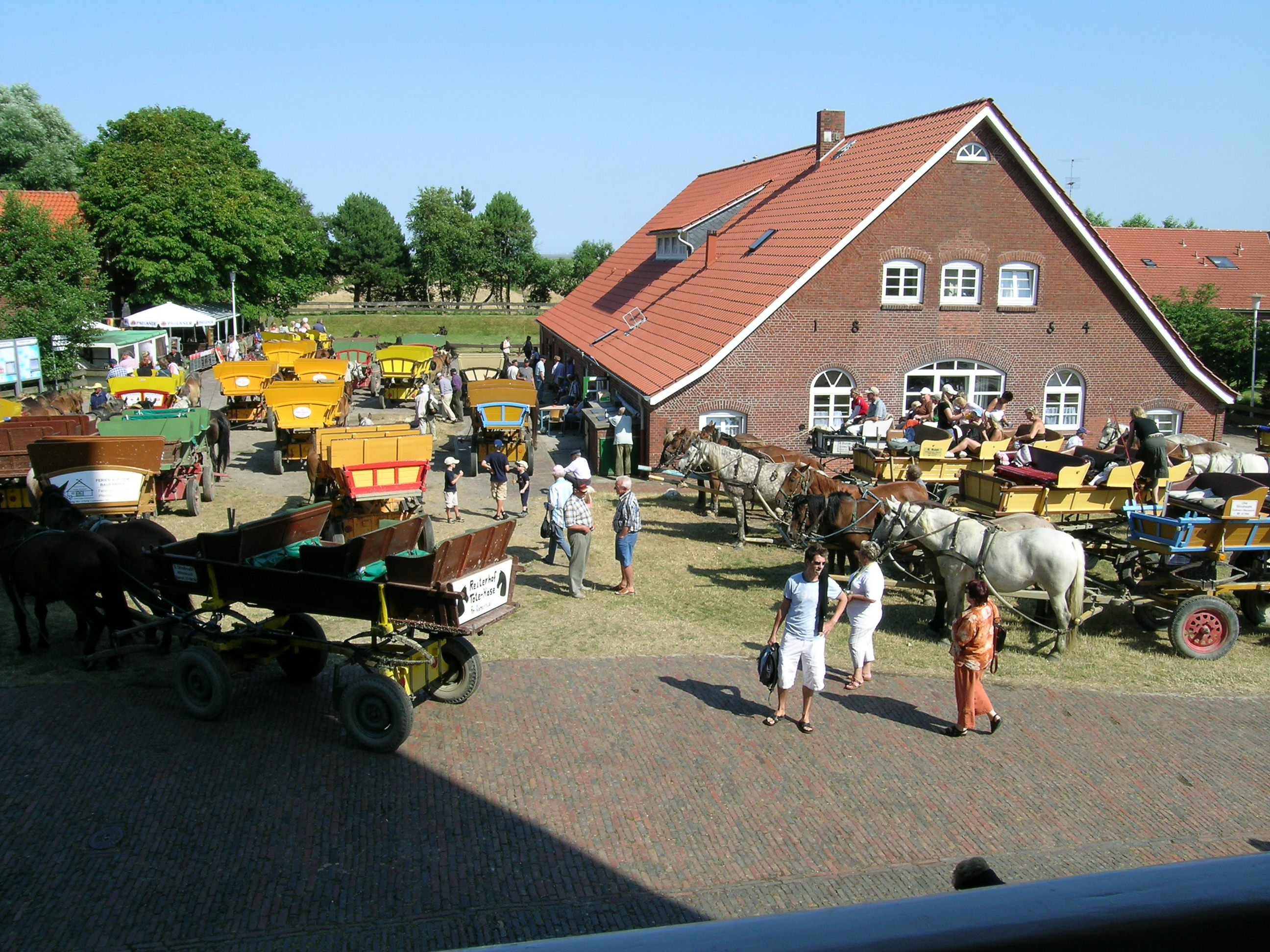
Le tipiche carrozze trainate da cavalli che raggiungono l'isola con la bassa marea

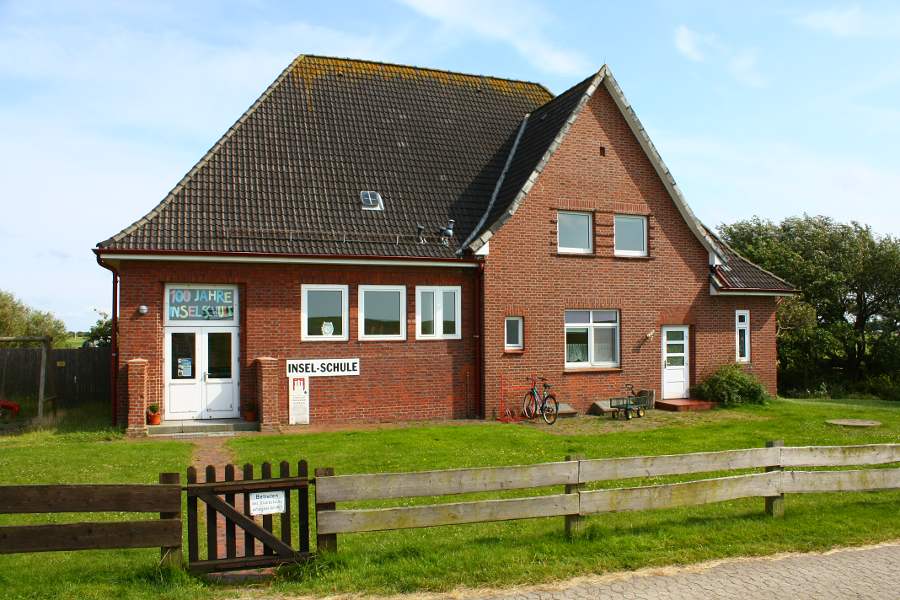
La scuola dell'isola

Neuwerk (pron.: /'nɔjvɛʀk/, in lingua basso-tedesca: Neewark; 3 km² 40 ab. circa) è un'isola tedesca sul Wattenmeer (Mare del Nord), situata al largo di Cuxhaven (Bassa Sassonia), ma formalmente appartenente al territorio della città-stato di Amburgo (da cui dista circa 100 km). Dal punto di vista geografico, l'isola fa parte del territorio della Frisia ed è inclusa nel Nationalpark Hamburgisches Wattenmeer, mentre, dal punto di vista amministrativo, forma - assieme alle isole disabitate di Scharhörn e Nigehörn un quartiere (Stadtteil) del distretto (Bezirk) di Hamburg-Mitte, a cui ha dato il proprio nome.
L'isola costituisce una meta turistica che attira circa 120.000 visitatori l'anno.

## Geografia

### Collocazione
L'isola si trova nella parte sud-orientale del Mare del Nord  e più precisamente nel tratto nord-occidentale dell'estuario del fiume Elba. È situata a nord-ovest di Cuxhaven, da cui dista circa 13 km.

### Territorio
L'isola ha un'altitudine massima di 7 metri sul livello del mare.

## Demografia
Al censimento del 2010, l'isola di Neuwerk contava una popolazione pari a 43 abitanti. . Nel 2002 e nel 2006 ne contava invece 39.

## Storia
Nel 1299, la città di Amburgo ottenne dai duchi di Sassonia il diritto di costruire sull'isola, ancora senza un nome, una banchina per assicurare il trasporto marittimo lungo il fiume Elba. e una torre protettiva. I lavori di costruzione di quest'ultima (v. anche la sezione Faro di Neuwerk) durarono fino al 1310 e fu proprio la realizzazione di questa "nuova opera" (in tedesco "Neues Werk") a dare l'attuale nome all'isola.
Nel 1316 l'isola è menzionata con il nome di "Nige O" (dove "O" è un'abbreviazione di Oog, ovvero "isola" in frisone) in un contratto stipulato tra i Frisoni di Wursten e la città di Amburgo. Un altro nome con cui era conosciuta era "Nova O".
Fu però abitata solo a partire dal XVI secolo.
A partire dal 1905, l'isola divenne una stazione balneare.
Nel 1937, l'isola divenne parte del territorio prussiano, mentre, dopo la seconda guerra mondiale, andò a far parte della Bassa Sassonia.
Nel 1990, l'isola fu inclusa assieme alle dirimpettaie isole di Scharhörn und Nigehörn nel Nationalpark Hamburgisches Wattenmeer.

## Fauna
L'isola presenta un'aviofauna protetta.

## Economia
La principale risorsa dell'isola è rappresentata dal turismo.

## Monumenti

### Faro di Neuwerk
Principale monumento dell'isola è il faro di Neuwerk: si tratta di un edificio costruito nella forma attuale nel 1814 su un preesistente edificio eretto nel 1310 (v. anche la sezione Storia) come protezione nei confronti di attacchi pirati.
|  |

### Friedhof der Namenlosen
Altro luogo d'interesse è il Friedhof der Namenlosen, dove trovano posto le tombe senza nome di numerosi marinai.

## Trasporti
Con la bassa marea, l'isola è raggiungibile per mezzo di carrozze trainate da cavalli, che partono da Sahlenburg e Duhnen, due località del comune di Cuxhaven.
|  |  |